# Edwin Villafuerte
Edwin Alberto Villafuerte Posligua (Guayaquil, 12 de Março de 1979) é um futebolista equatoriano que atua como goleiro. Jogou a Copa do Mundo FIFA de 2006 na condição de goleiro reserva.